# Burgruine Heilsberg
Die Burgruine Heilsberg ist die Ruine einer Höhenburg auf 420 m ü. NN etwa 200 Meter südöstlich des Ortsteils Pangerlhof  der Gemeinde Wiesent im Oberpfälzer Landkreis Regensburg in Bayern. Die Anlage ist unter der Aktennummer D-3-75-209-13 als denkmalgeschütztes Baudenkmal von Heilsberg verzeichnet. Ebenso wird sie als Bodendenkmal unter der Aktennummer D-3-6940-0050 im Bayernatlas als „archäologische Befunde im Bereich der mittelalterlichen Burgruine Heilsberg“ geführt.

## Geschichte
Die Burg wurde vermutlich Mitte des 12. Jahrhunderts von den späteren Truchsessen von Heilsberg und Eggmühl erbaut. Die Burg diente der kolonisatorischen Erschließung der Waldgebiete nördlich der Donau, die zu dem Bistum Regensburg gehörten. Ein Ulrich von Heilsberg erscheint um 1170 in einer Traditionsnotiz des Klosters Prüfening, um diese Zeit tritt auch ein Wernhardus von Heilsperg auf. Der Platz Heylsperch wird 1213 erstmals in einem Vertrag zwischen dem Regensburger Bischof Konrad IV. von Frontenhausen und dem Herzog Ludwig der Kelheimer urkundlich erwähnt. Nachfolger des Ulrich von Heilsberg war Eckbert, der sich abwechselnd nach Heilsberg oder Eggmühl nannte. Dieser war sowohl Truchsess des Herzogs wie auch Vogt über verschiedene Güter des Regensburger Hochstifts. Die Enkel des Eckbert, Ulrich und Heinrich, haben die beiden Herrschaften Heilsberg und Eggmühl offensichtlich geteilt und der eine fungierte als Truchseß von Heilsberg und der andere als Truchsess von Eggmühl. Beide Linien sind vermutlich in der ersten Hälfte des 14. Jahrhunderts ausgestorben.
1333 kaufte Konrad von Nothaft die Burg als Lehen des Hochstiftes Regensburg. Der Schwerpunkt der Herrschaft verlegte sich aber zunehmend nach Wiesent, sodass Heilsberg als Adelssitz entbehrlich wurde. Festzuhalten ist, dass Heilsberg bis Mitte des 15. Jahrhunderts ein unbestrittenes Lehen der Regensburger Bischöfe war, dann bemächtigten sich die Wittelsbacher beider Besitzungen. 1505 wird die Gegend dem neu gegründeten Herzogtum Pfalz-Neuburg zugeschlagen.
Bis im 16. Jahrhundert der Besitz mit Wiesent in Verbindung kam, wechselte die Burg häufig ihre Besitzer. Eine Zeit lang war sie im Besitz der Regensburger Bürgerfamilie Kolb. In den 1580er Jahren gehörte sie dem Hieronymus Kolb von Wiesent und Heilsberg, Sohn des verstorbenen Hans Heupolt Kolb, der die Besitzungen von seinem Onkel geerbt hatte. 1593, 1595 und 1596 war er Pfleger von Velburg. Unter anderen werden die Herzöge Herzog Ludwig des Bärtigen von Ingolstadt, Herzog Albrecht und Herzog Ludwig von Landshut genannt.
Im 16. Jahrhundert wurde das Schloss trotz mehrerer Renovierungen verlassen und dem Verfall preisgegeben. 1644 berichtete der Abt Stephan von Frauenzell von Heilsberg als „ein uraltes, von Quaderstücken gebautes, eingefallenes Schloss“ und von deren Schlosskapelle St. Ägidius seien nur noch „Rudera“ (= Schutt) zu sehen.
Heilsberg wird auch heute noch als Ortsteil der Gemeinde Wiesent genannt.
Auch wird der Name noch als ehemaliges Kloster in der Gemeinde Wiesent genannt.

## Beschreibung

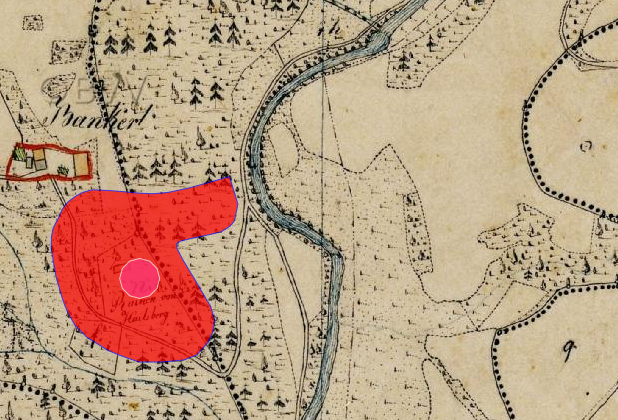
Lageplan der Burgruine Heilsberg auf dem Urkataster von Bayern

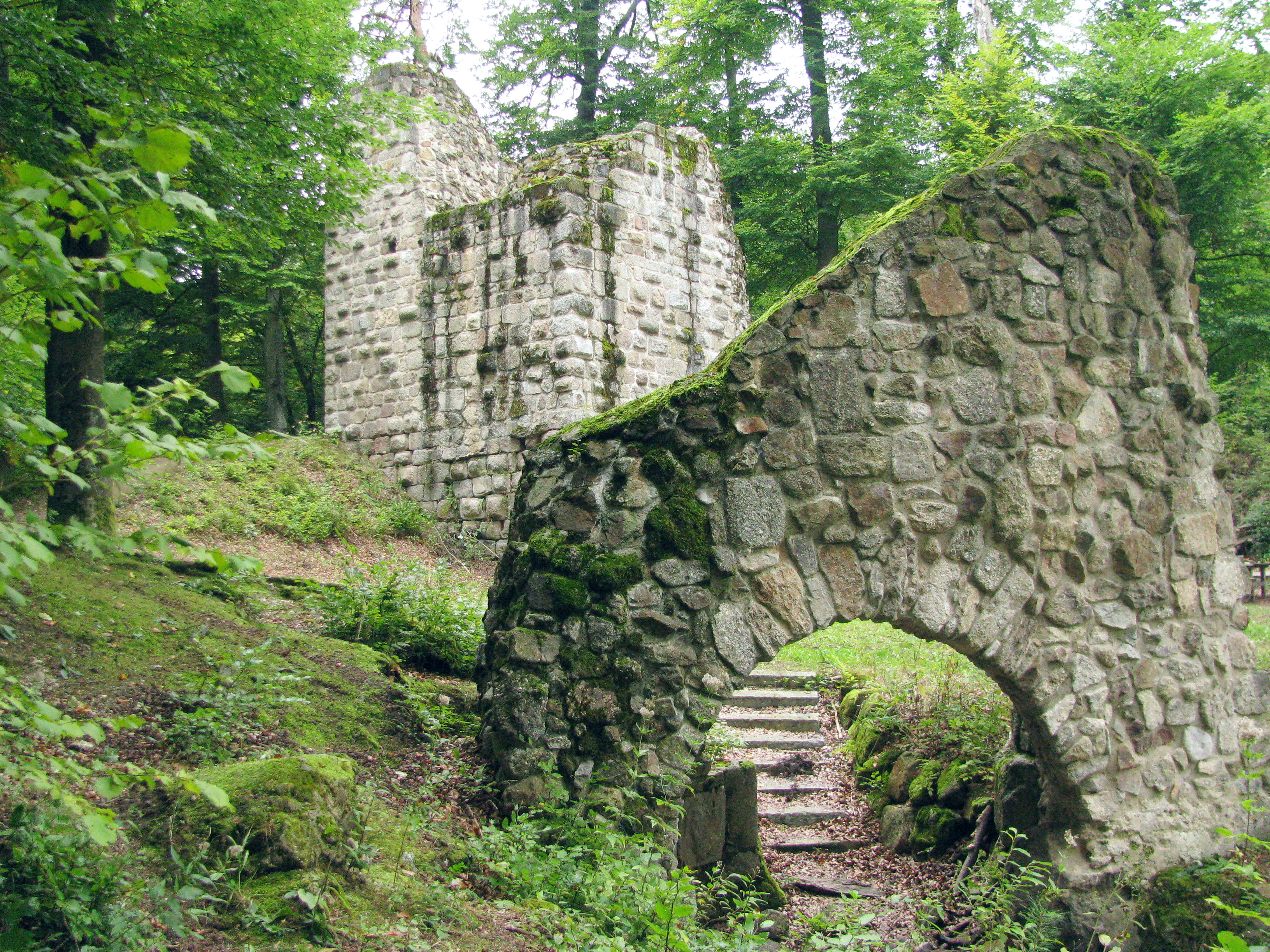
Burgruine Heilsberg

Die Burganlage verfügte über ein ausgeprägtes Wall-Grabensystem mit Ringmauer und tiefem Halsgraben im Nordwesten sowie einen quadratischen Bergfried auf einer Grundfläche von 7,5 mal 7,5 Metern aus Gussmauerwerk, verkleidet mit 2,5 Meter starken Granitbuckelquadern.
Von der ehemaligen Burganlage sind noch Reste des Bergfrieds, der Umfassungsmauern und Teile der Ringmauer erhalten. Mauerreste eines Bauwerks im Südosten lassen auf einen Torbau schließen. Seit 2005 finden Arbeiten zur Erhaltung der Ruine durch den Förderverein zur Erhaltung der Burgruine Heilsberg e. V. statt. Der Burgplatz ist ein Bodendenkmal.

## Gedicht
Gedicht vom Wörther Heimatdichter Josef Feller
„Heilsberg“
Im Pangerlschloss da drunt bei Wörth
Hat’s aa recht gweizt (gespukt) voar Zeiten,
I hab’s goar oft derzähln scho’ hörn
Als Bua von alten Leuten
In Wirtshaus durten z’Frauazell
Hab i ’n Pangerlbauern troffa
Dees is a Hocher Achtzger scho
Aber zum Bier kimmt der no gloffa
I frag’n: Vetter, weizt’s denn no
In alten Gschloß da drunten
Oder san de Gschpenster allz’samm
mitananda scho’ verschwunden?
Da sagt der alt’zahnlucked Mo’
Und tuat de Füaß recht spreizen
Es glaubt a Neamad mehr daro’
Was soll’s denn da no Weizen?